# ロゴナ＝ダウラ
ロゴナ＝ダウラ （Logonna-Daoulas、ブルトン語:Logonna-Daoulaz）は、フランス、ブルターニュ地域圏、フィニステール県のコミューン。

## 由来
名の由来は Loc-Onna、すなわち聖オマ（Omma）に捧げられた場所である。聖オマは誤ってアイルランド島のTech Munnaの聖職者、聖モナ（Monna）であると認識されていた。聖モナはロゴナ＝ダウラの教会の守護聖人である。

## 地理

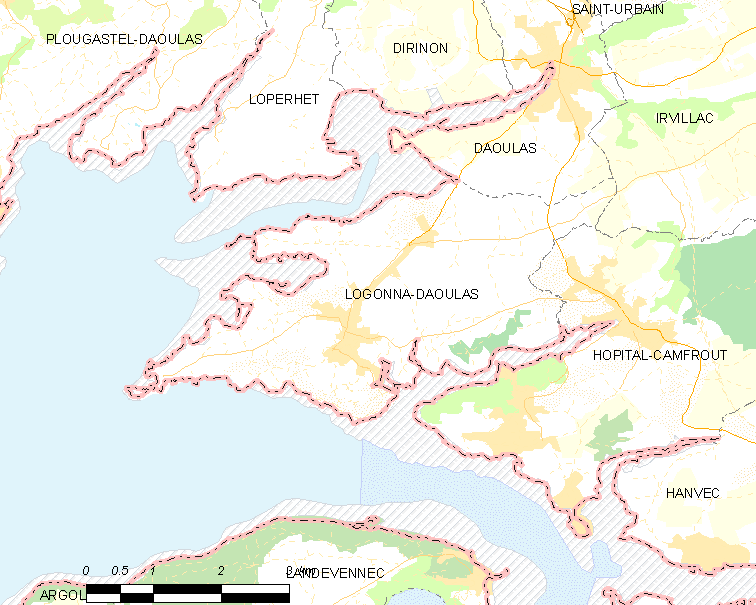
ロゴナ＝ダウラの位置

ロゴナ＝ダウラはブレスト停泊地の中ほどにある。ロゴナはミニョンヌとカンフルーの2つの入江に挟まれた半島を形成しており、その位置はブレストとカンペールの中間である。
1869年に発行されたポル・ポティエ・ド・クルシーの著作 La Bretagne contemporaine, Finistère は以下のように記している。『ダウラのから半島の先端のロゴナのブールに通じる道ほどに多様で、肥沃で、のどかなものはない。道程には木立や果樹、そして逞しく育つ実り豊かな木々が途切れず、時にはその間からこの土地を分かつ多くの入江が眺められ、陸地が庭園のようにも見えてくる。』
バンジャマン・ジラールは1889年にこのように述べている。『ロゴナ＝ダウラのコミューンは、ダウラ川、ブレスト停泊地、ロピタル川〔カンフルー川〕に挟まれた半島のようなところにある。その東側を国道170号線が通る。その土地は非常に肥沃である。集落はコミューンの南端にあり、205人の住民がおり、1710年に建てられた教会には優雅なリブアーチ、美しい彫刻、美しい鐘楼がある。ロピタル川〔カンフルー川〕河口の水車と、川と同じ名前のオピタル＝カンフルーの集落の間では、豊富なケルサントン石の採掘が行なわれている。』
半島の形状であったため、ロゴナ＝ダウラは他から孤立してきた。1924年にウエスト・エクレール紙はこのように再び書いている。『往来する道のないロゴナ＝ダウラのコミューンは、打ち捨てられたように見える。観光客は野原を通過するよう強いられるので、土地所有者が不満を持つのは当然のことである。交通手段となれば、ダウラ駅から10km、ランデルノーから22km、ブレストから42km離れたこのコミューンに自動車サービスは存在しない。ブレスト、シャトーラン、ル・フーとロゴナ＝ダウラ間の交通手段となるのは船である。これらの町からやってきた船は、ロゴナの町から徒歩で10分かかる小さな港の近くで停止せず通過する。』
町には2箇所の港がある。そして数多くの小川と小河川がある。多くの水辺では、一帯の地質学上の豊かさを示す断崖やひだが存在する。田園風景は、1950年代の区画整理にもかかわらず、ボカージュ（生垣で仕切られた畑や牧草地）の国の特徴を保ち、一般的にガレンヌ（garennes）と呼ばれるでこぼこした道路、傾斜があり、生垣ではカシ、トネリコ、ヤナギが優勢である。

## 歴史

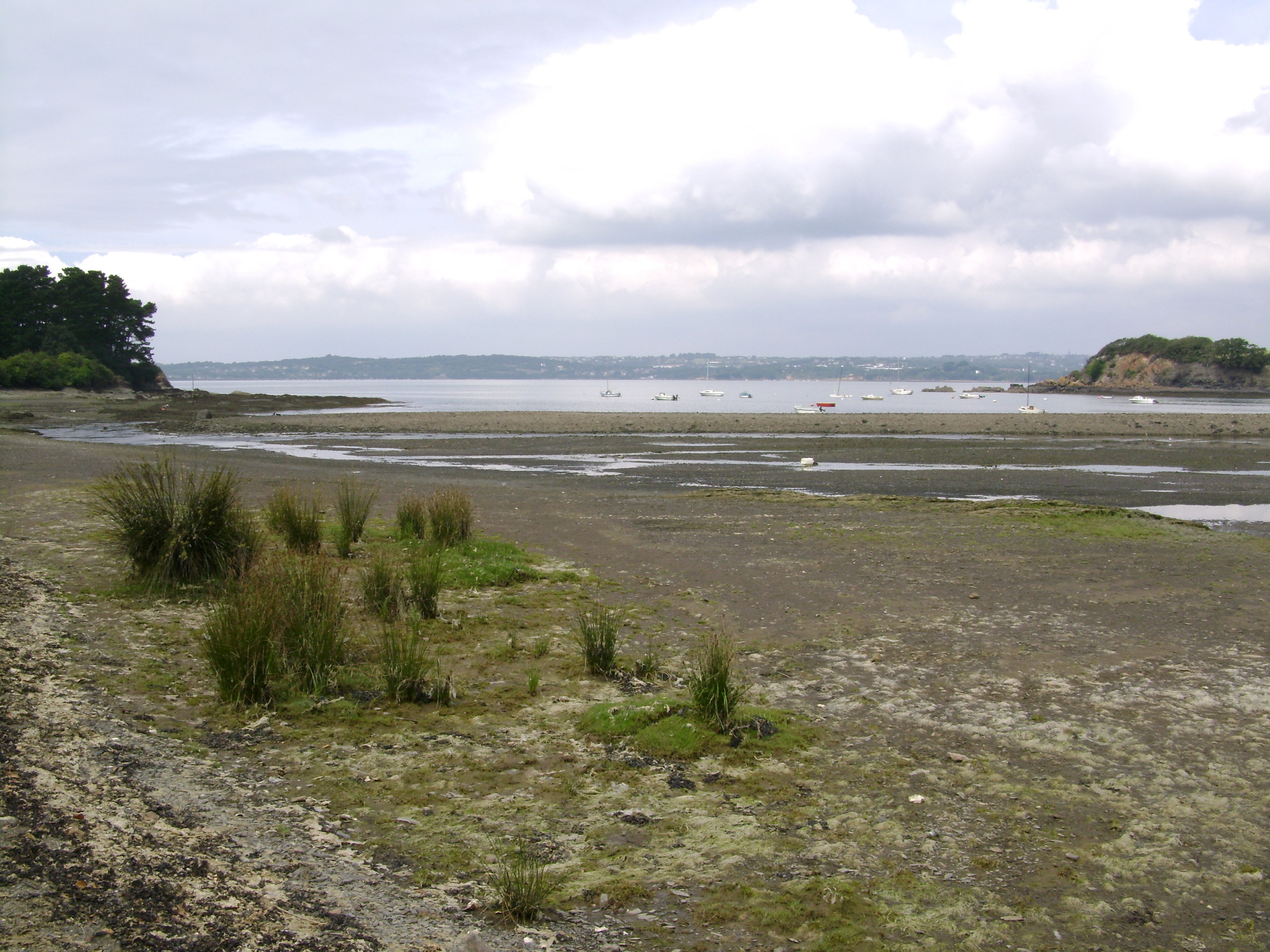
ロズの海岸

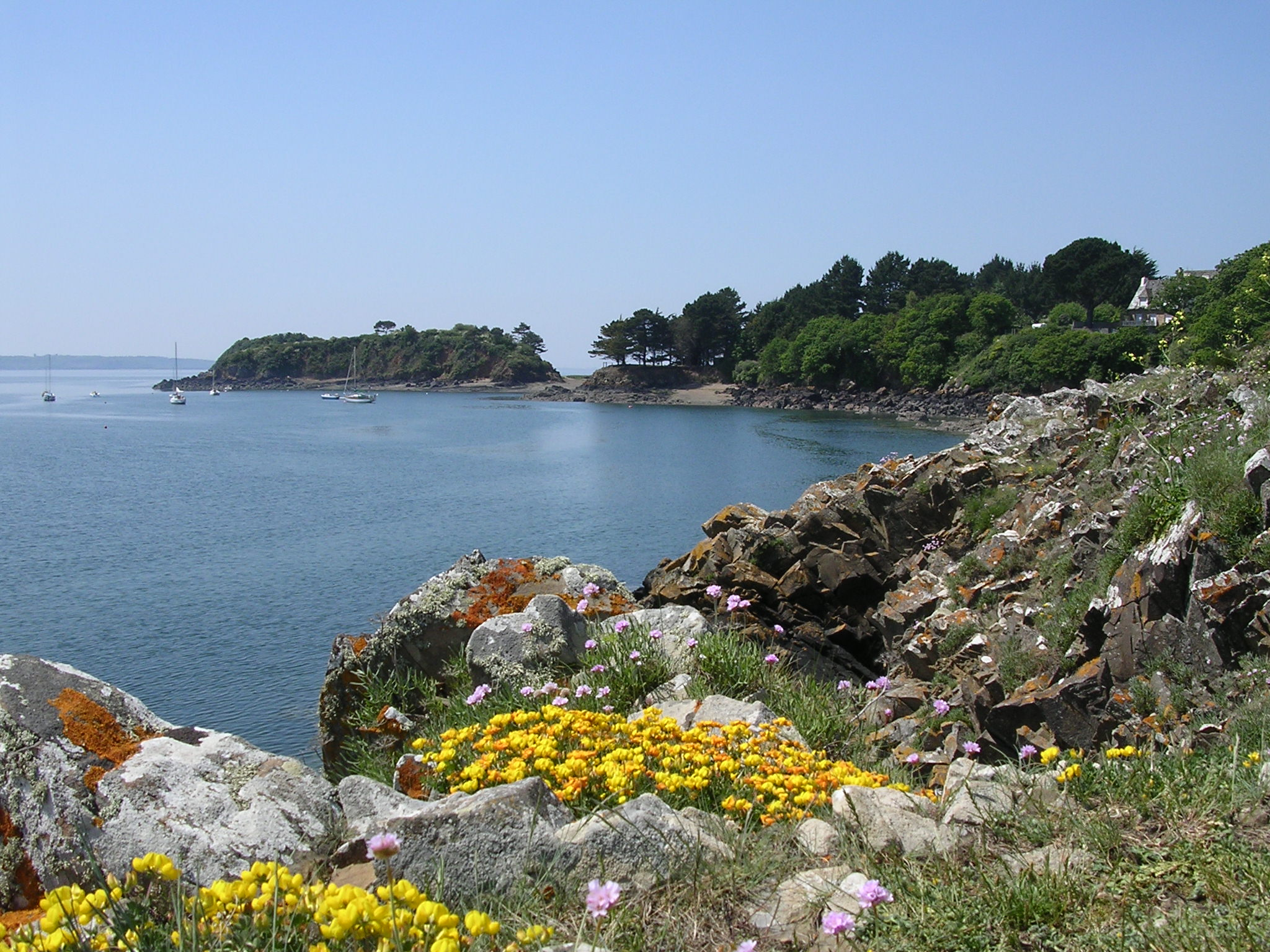
ベンディ岬

Ar-Chastelという名の、岬にもうけられた砦が、ポワント・サン・ジャン（pointe Saint-Jean）という幅が広く深い溝で守られていた。これがロゴナ＝ダウラである。
ロゴナ＝ダウラは、ノートルダム・ド・ダウラ修道院の古い小修道院主任司祭の職がおかれたところで、13世紀にはイルヴィネック教区の一部であった。言い伝えでは、5世紀にアイルランド島から石の船で聖モナはやってきて現在のコミューンの場所、ポルシスカン（Porsisquin）集落の中にある土地に定住した。彼は教会を高い場所で建設し始めた。そこは彼の妹でディリノンにいる聖なる修道女、ノンヌが見える場所だった。彼はクレメネイ（Clemenehy）に決めたのだが、その土地には実は魔法がかけられていた。夜間に作業中、悪魔は教会を破壊してしまった。聖モナは、現在ロゴナの教会のある場所に教会を建てることに決めた。その後、彼はこの場所から聖ノンヌの教会を見ることができないという事実を絶望をもって理解し、以下のように言った。『あなたの家を建てなさい。私の扉から入ると、私はそれがあなたのものだとわかるのです。』（Graet da di, eus toull va dor me velo da hini）。現在もある集落の名、ClemenehyとはKreac'h Menec'hi、すなわち『修道士の住宅のある丘』となる。それは重要で宗教的な過去のできごとであったのだろう。
ロゴナの古い城主は、ダウラを細かく分け、1208年に以下のように分離した。イルヴィヤックはピエール・ド・マエストロワの妻コンスタンス・ド・レオンの特権としてわたり、後にレオン子爵ギヨマール4世に割り当てられた。ギヨマール4世の子孫サロモンは、ロゴナの貴族ロスモルデュック家の祖である。ロゴナは、13世紀以来ロスモルデュック家の世襲荘園の中心地となった。この荘園は現在のコミューンとしてのロゴナの領域を包括しており、近隣の小教区に大きな足跡を残した。
ロゴナは本質的には海に関連した生業でなりたつ教区であったが、17世紀後半から18世紀初めにかけて、亜麻の栽培や帆布の生産という仕事や文化が示されるようになった。例として、ケルアル集落では9リーヴルの価値がある亜麻の種3ブッシェル、ラルヴォール集落では織り機1台、紡ぎ車2台、収穫した亜麻から種子をかきとる梳毛機2台があった。洗濯場であるkanndiは2箇所、ロウー集落とケネカデック集落にあった。
ニコラ・ディヴェーレスとジャン・プルランは、当時のロゴナ180戸の住民の代表として、1789年三部会において、カンペールのセネシャル管轄区内での第三身分代表選挙に参加した。
ロゴナ＝ダウラの戦死者記念碑には、106人のフランスに命を捧げた者の名が刻まれている。72人が第一次世界大戦、30人が第二次世界大戦、4人が第一次インドシナ戦争における戦死者である。上記のうち10人は海上で行方不明になっている。また、メルス・エル・ケビールでの死者3人が含まれている。

## 石

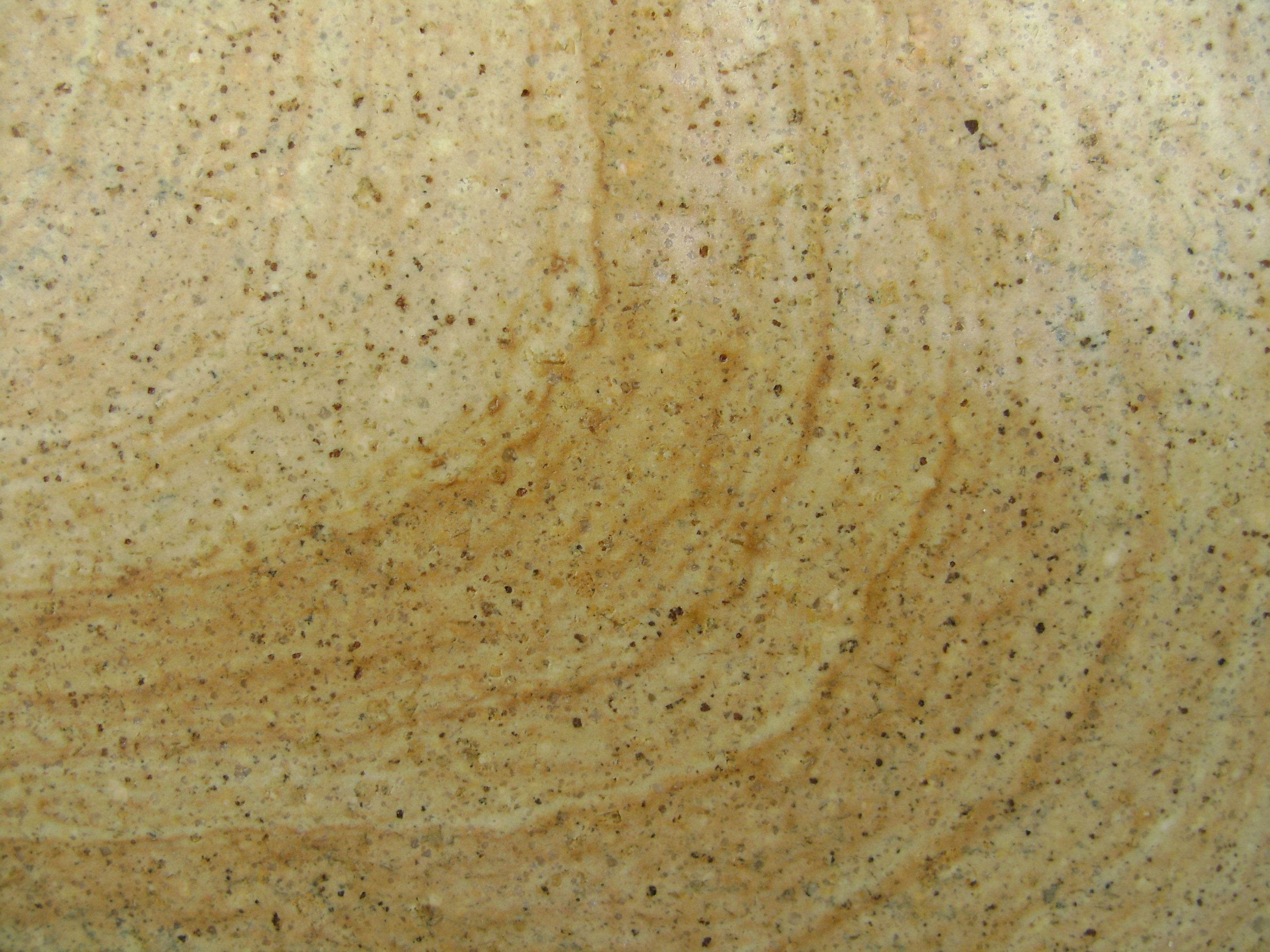
磨いたロゴナ石

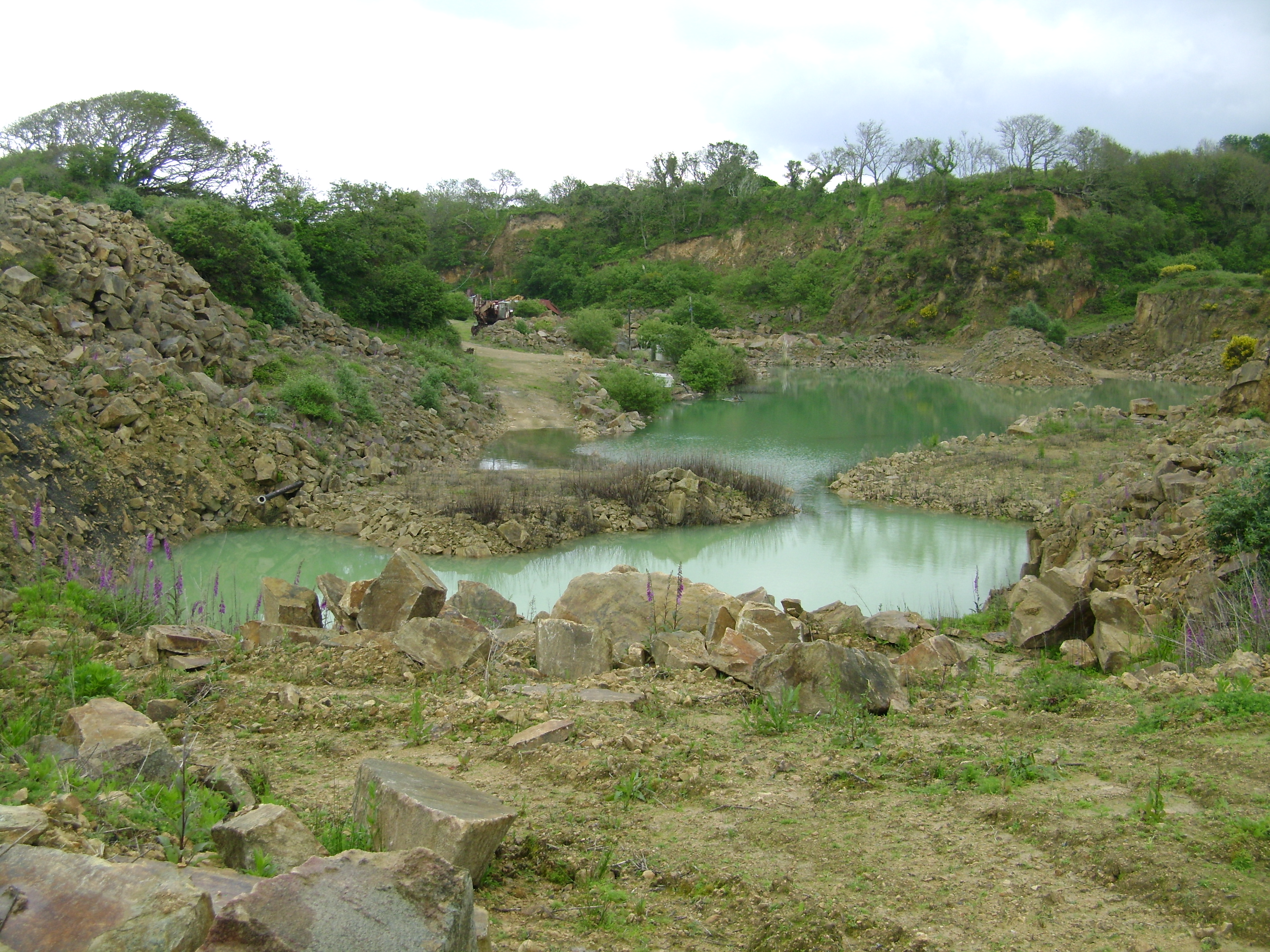
ロズの採石場

17世紀のロゴナ＝ダウラで、農業、家畜の飼育、漁業に代わって重要な経済活動となったのは採石で、2箇所の鉱脈のおかげで領主ロスマデュック家は採石場を持っていた。
最初の鉱脈は17世紀以来稼働し、硬いランプロファイアがとれ、最後にはケルサンタイト、地元でケルサントン石と呼ばれる石がとれた。ケルサンタイトはマグマから生じた花崗岩で、初めて発見されたロペレにある集落、ケルサントンよりその名がとられた。ロゴナにはケルサントン石のとれる採石場が数箇所あり、きめが細かく風化に強いことからロスモルデュック家の彫刻家たちに非常に人気があった。ケルヴァダンとラン・ヴラーズの採石場はかつてロゴナ内にあったが、1946年のコミューン境界再編によってオピタル＝カンフルーに自治体が変更された。
もう1つの鉱脈は、黄土色の独特の花崗岩で、まるで木材に似せたかのような、鉄の酸化物が同心円を描いてアクセントとなっている。この石はその名もロゴナ石（pierre de Logonna）と呼ばれ、16世紀以来稼働するロズの採石場でとれた。その他に黄土色の石を産出したのはサント・マルグリット集落の東側にあり、1960年代まで稼働していた。石の大きさ、風化に対する強さ、水上輸送で容易に運搬できることが、ロゴナ石がフィニステール中央部から西部にかけ教会建物の資材に用いられた理由となった。現代でもロゴナ石は用いられ、1958年に完成したブレストのサン・ルイ教会、1965年に完成したランデヴェネック修道院建物にも使われた。
20世紀初頭、採石場では、石工や親方として300人以上が雇用されていた。彼らの多くは外部からやってきて、ロゴナの女性と結婚した。農夫、漁師、カキ養殖業者も冬季になると採石場で働いていた。
ロズの採石場以外ではもはや石はとられなくなっている。一部は多かれ少なかれゴミ捨て場のように使われたが、別の採石場は水がたまり植生が生まれた。

## 人口統計
| 1962年 | 1968年 | 1975年 | 1982年 | 1990年 | 1999年 | 2006年 | 2010年 |
| ------ | ------ | ------ | ------ | ------ | ------ | ------ | ------ |
| 1358   | 1223   | 1115   | 1312   | 1429   | 1579   | 1969   | 2093   |

参照元:1999年までEHESS、2000年以降INSEE

## 経済

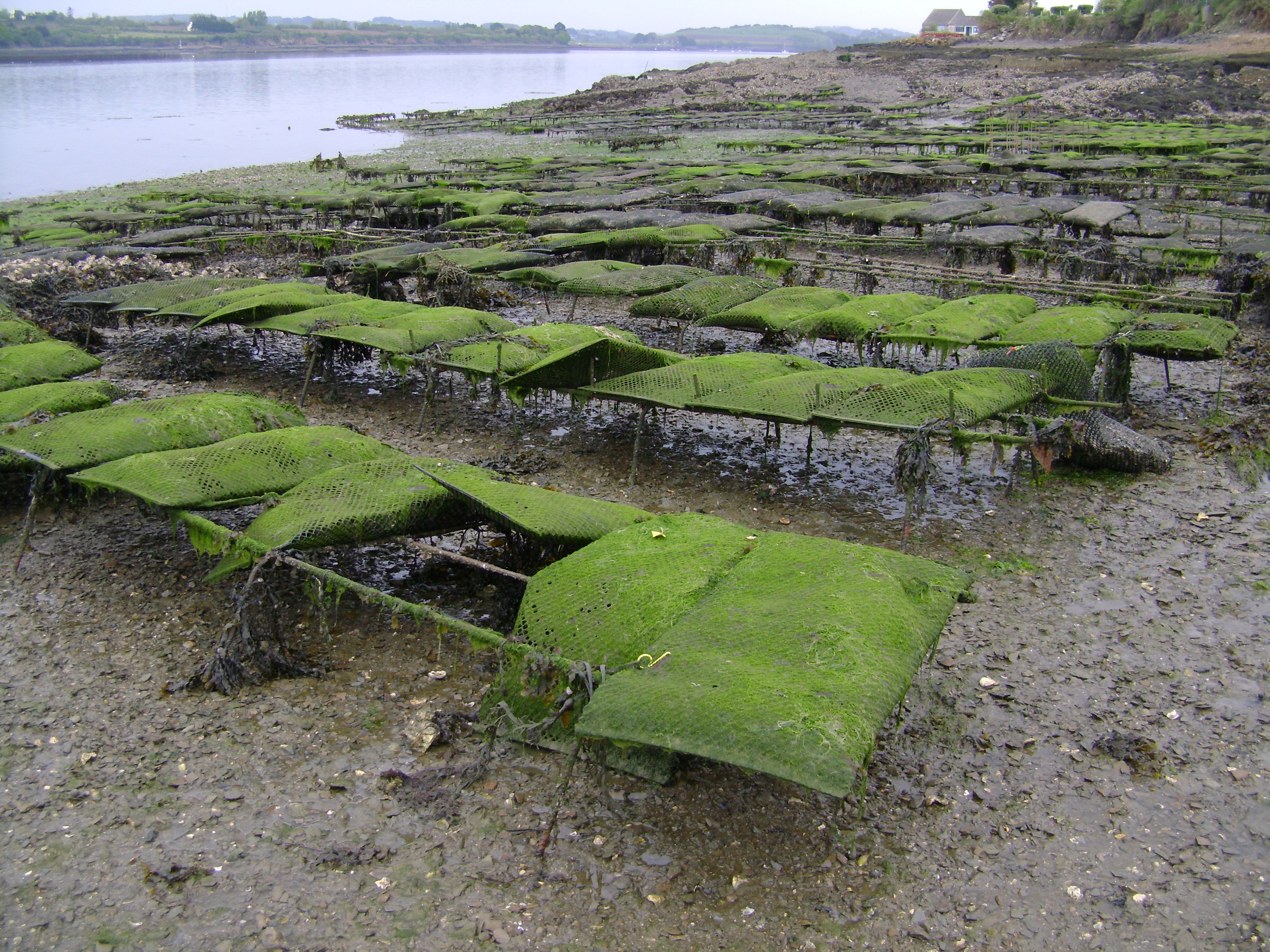
ロゴナ＝ダウラでの、テーブル状のカキ養殖棚

農業はコミューンの東部に集中しており、ウマやウシの飼育で名高い。

### コキーユ・ド・サン・ジャック
コキーユ・ド・サン・ジャック（fr）とはホタテの一種で、20世紀半ばまではブレスト停泊地の中で漁が行われ、コミューンの重要な経済活動となっている。現在ロゴナの貝はオピタル・カンフルーやル・フー産の貝と競争している。

### 養殖
カンフルーおよびミニョンヌの入江は、ヨーロッパヒラガキの豊かな漁場であった。19世紀半ばまでにブルターニュのどこでも見られたように大規模な浚渫が行われ、資源の減少が憂慮された。それでもロゴナのカキ養殖業は成長し、1920年から1921年の深刻な伝染病流行にも生き残った。1940年代からカキ養殖が繁栄の時代をむかえた。1970年代、2度の寄生虫発生でヨーロッパヒラガキが打撃を受け、日本産のマガキが導入された。
2005年より、ムール貝の養殖が始まった。

## 史跡
- サン・モナ教会 - 教区教会
- サント・マルグリット礼拝堂 - ゴシック様式とルネサンス様式の要素を持ち、優美な塔が特徴
- サン・ジャン・バティスト礼拝堂 - 航行に不向きなダウラ川を見下ろす場所にある。16世紀
- ラングレオのキリスト教化されたメンヒル - 詳しい日付は不明だが、ロマネスク時代から15世紀までの間とされる。祝福を与えるキリストと、12使徒が彫られている
- ロスモルデュック城 - 10世紀にはロスモルデュックの地がランデヴェネック修道院の特許状台帳に記されていた。ロスモルデュック城主であったルイ・ド・ロスモルデュック伯はフランス革命時代に王党派の士官であり、ヴァンデの反乱でシュアンとともに戦った。1793年から1798年にかけ国有資産として売却の憂き目に合うが、フランス国立古文書学校の卒業生で考古学者のジョルジュ・ド・ロスモルデュック伯が19世紀に城と周辺を再度手に入れた。現在はフランス歴史文化財に登録されている。
- ムーラン・ア・メール - 水力タービンを動力として穀物を挽いていた製粉所。カンフルー川の北に位置する。約100フィートの堤防が入江の入口に築かれ池のようになっている

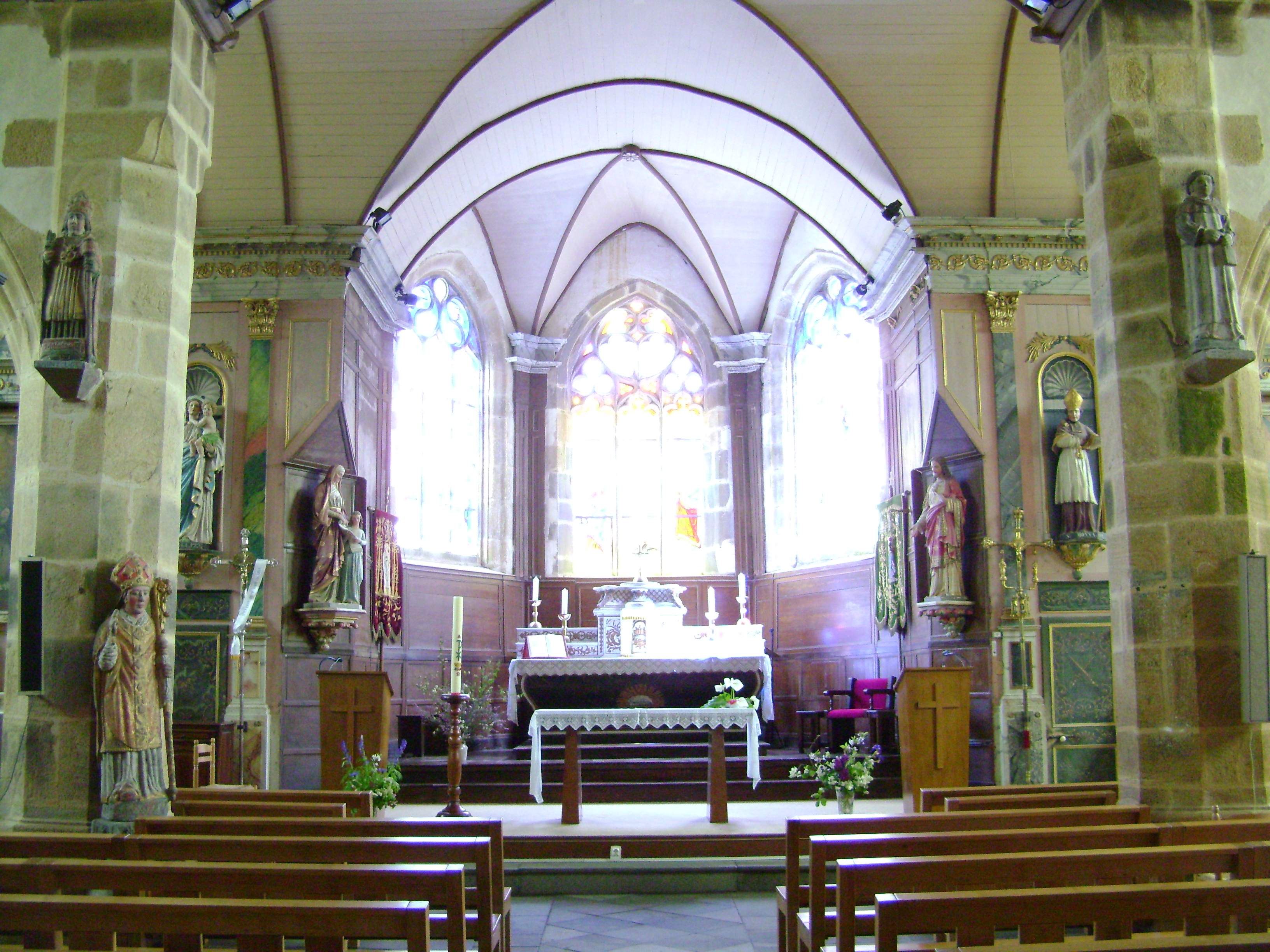
サン・モナ教会内部
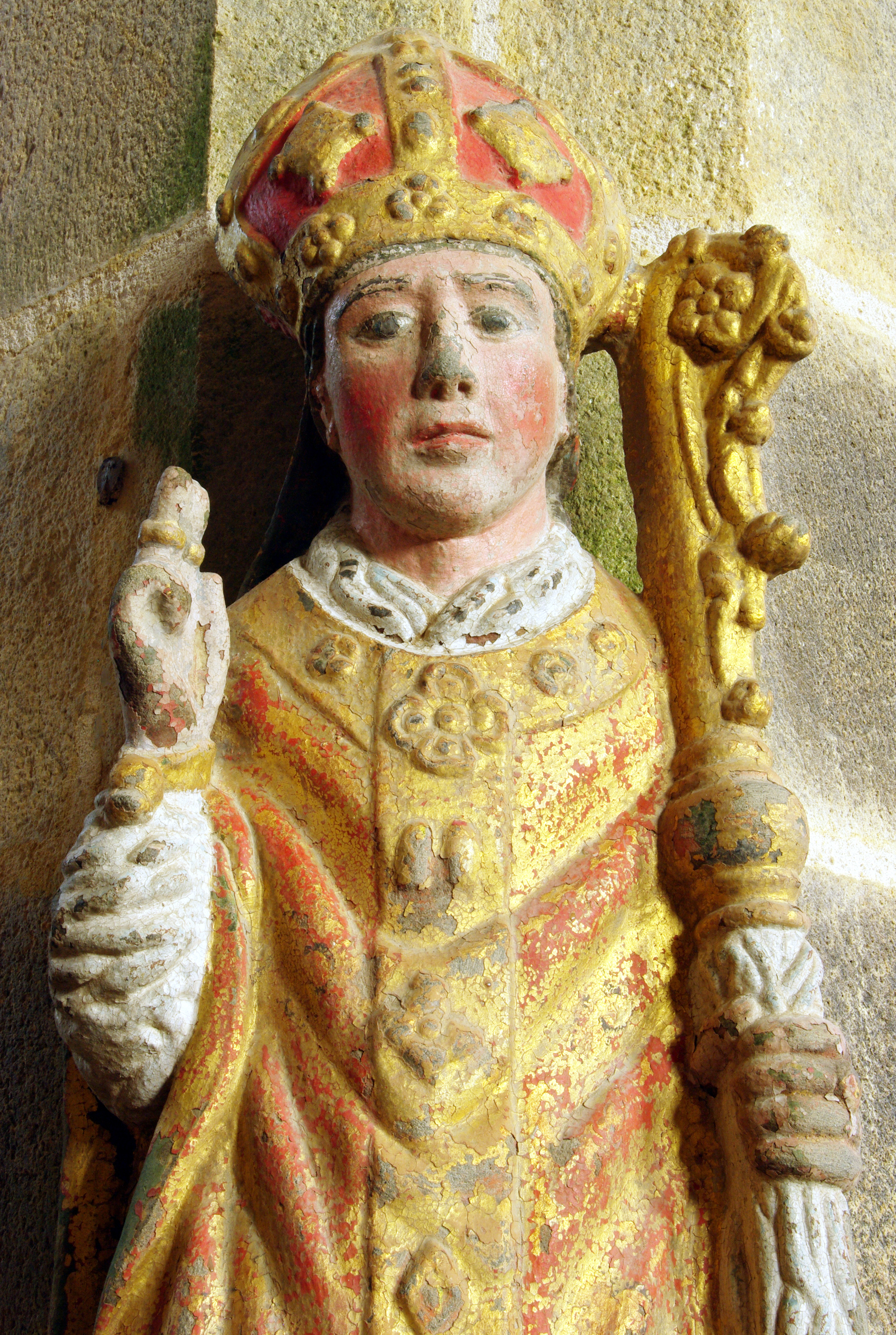
ケルサントン石でできた聖モナ像
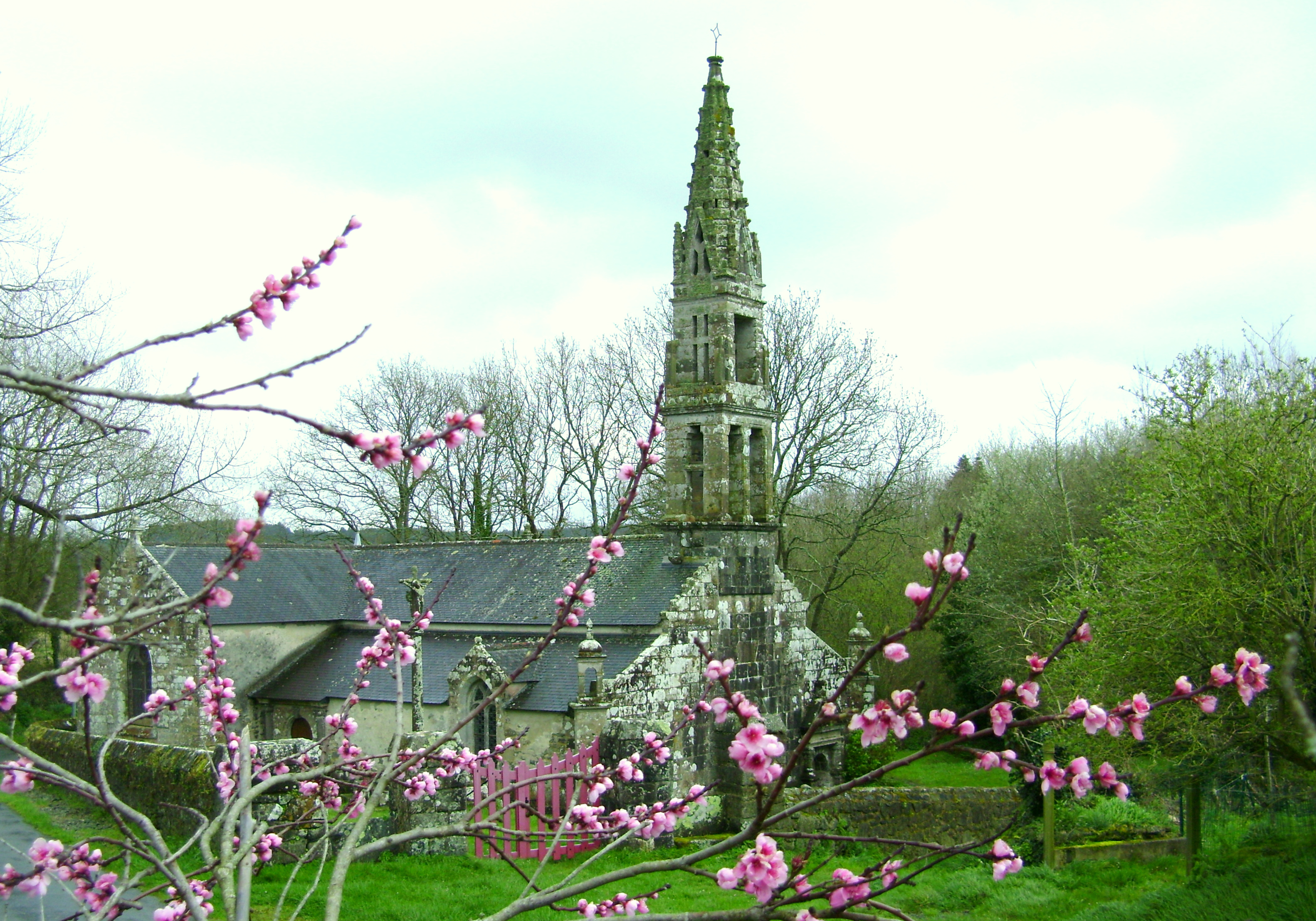
サント・マルグリット礼拝堂
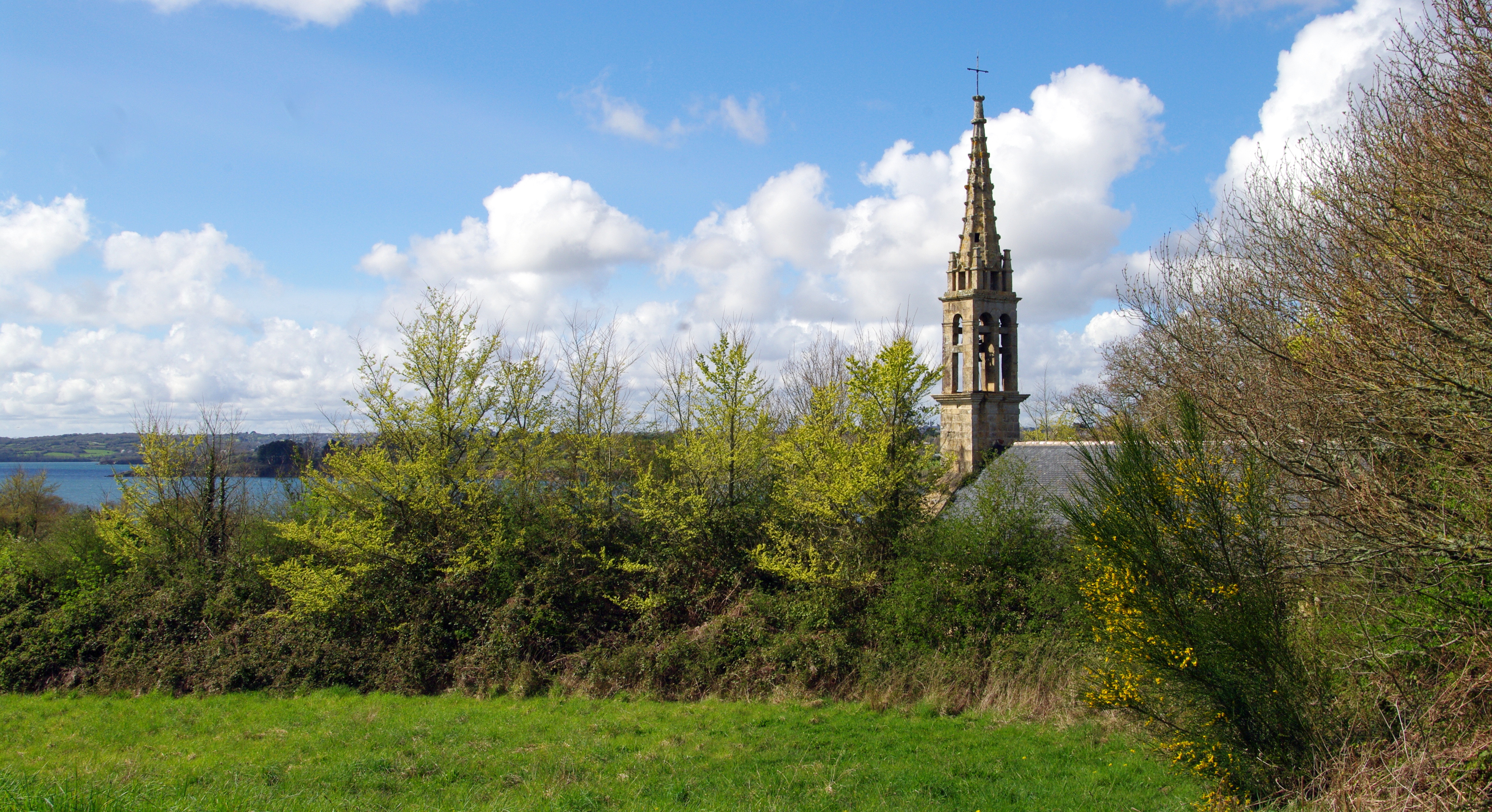
サン・ジャン・バティスト礼拝堂
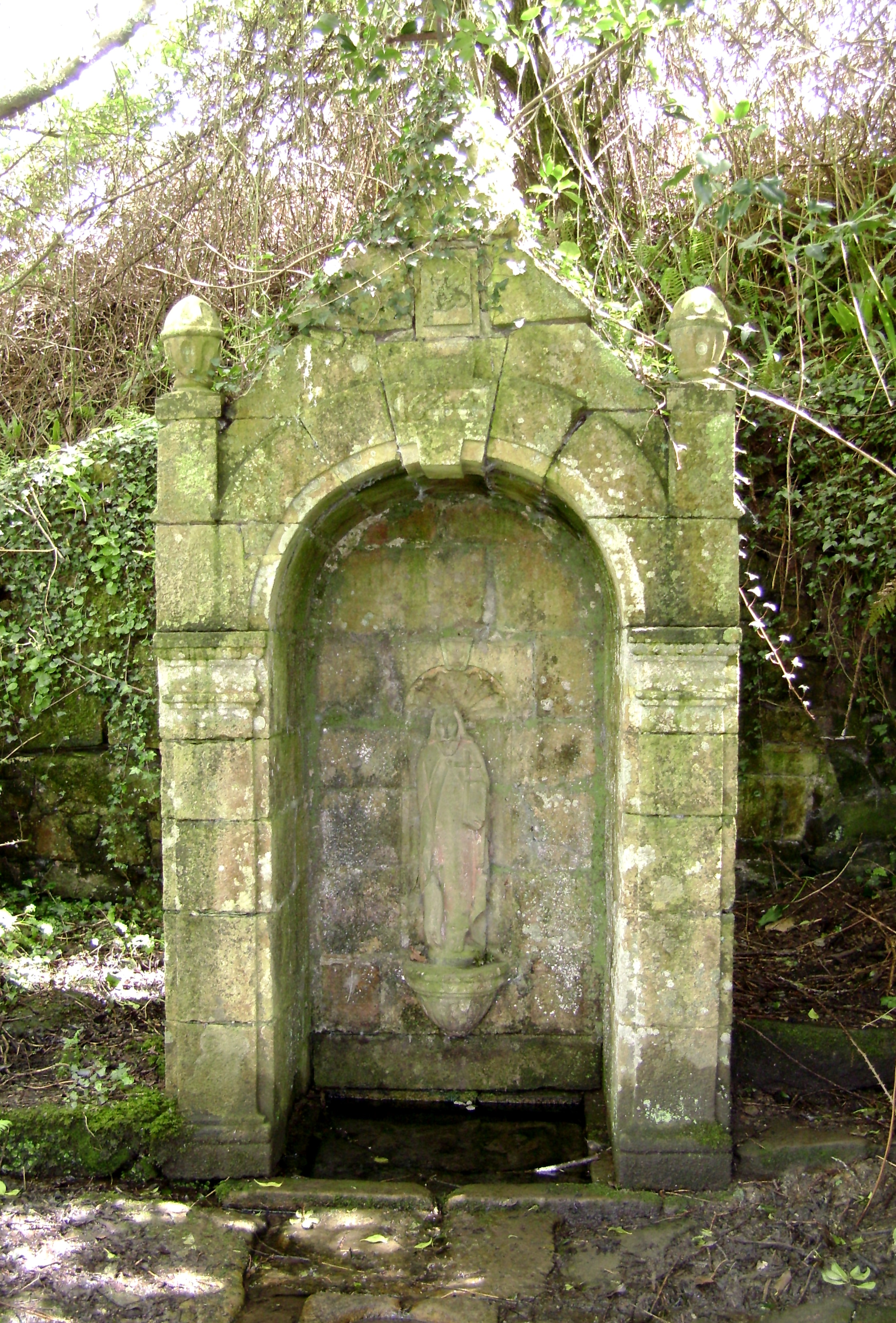
聖ジャンの泉
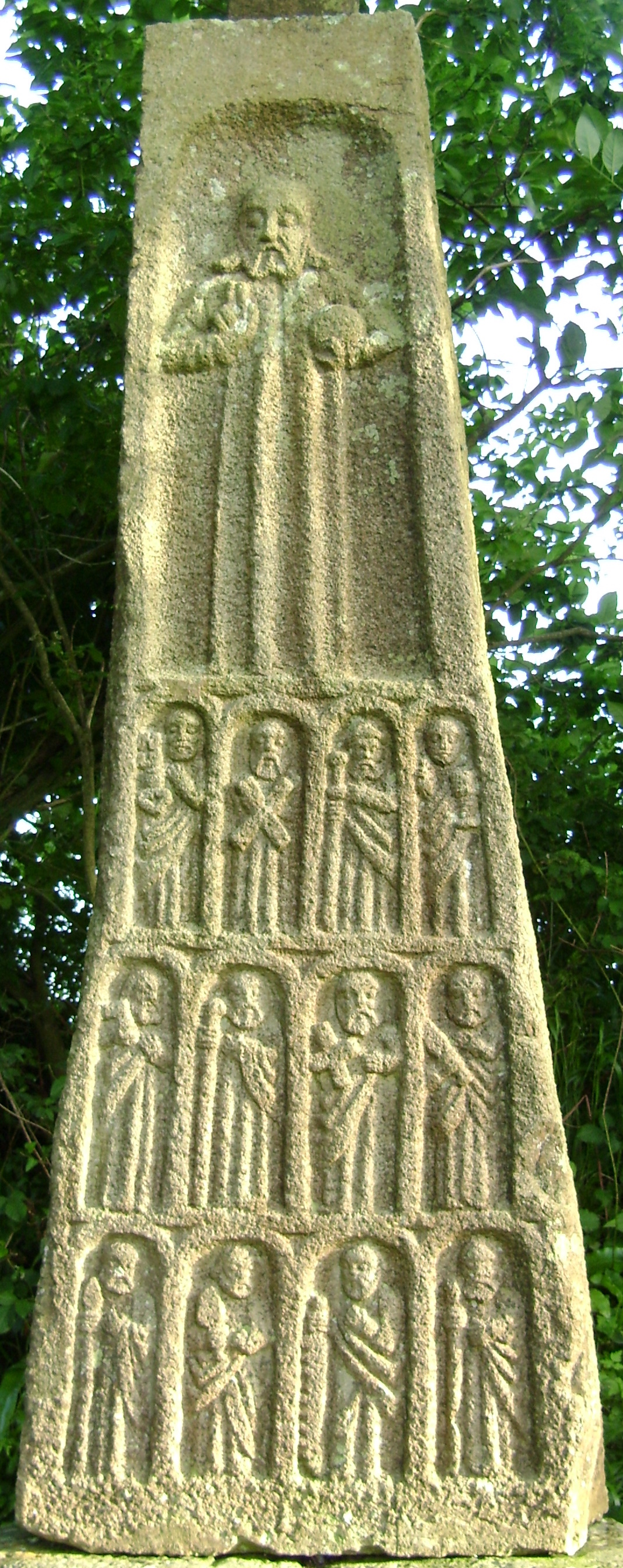
ラングレオのメンヒル
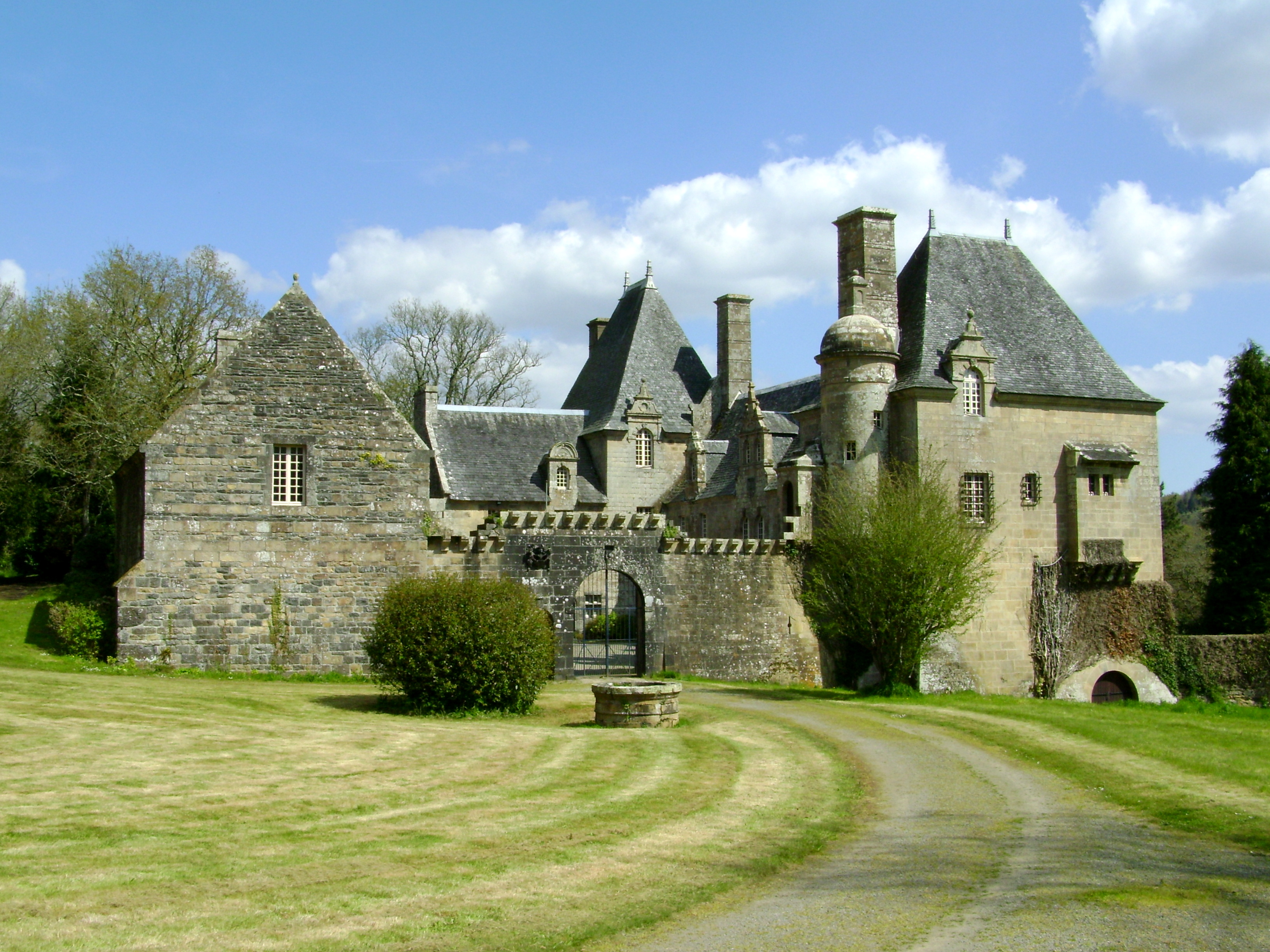
ロスモルデュック城
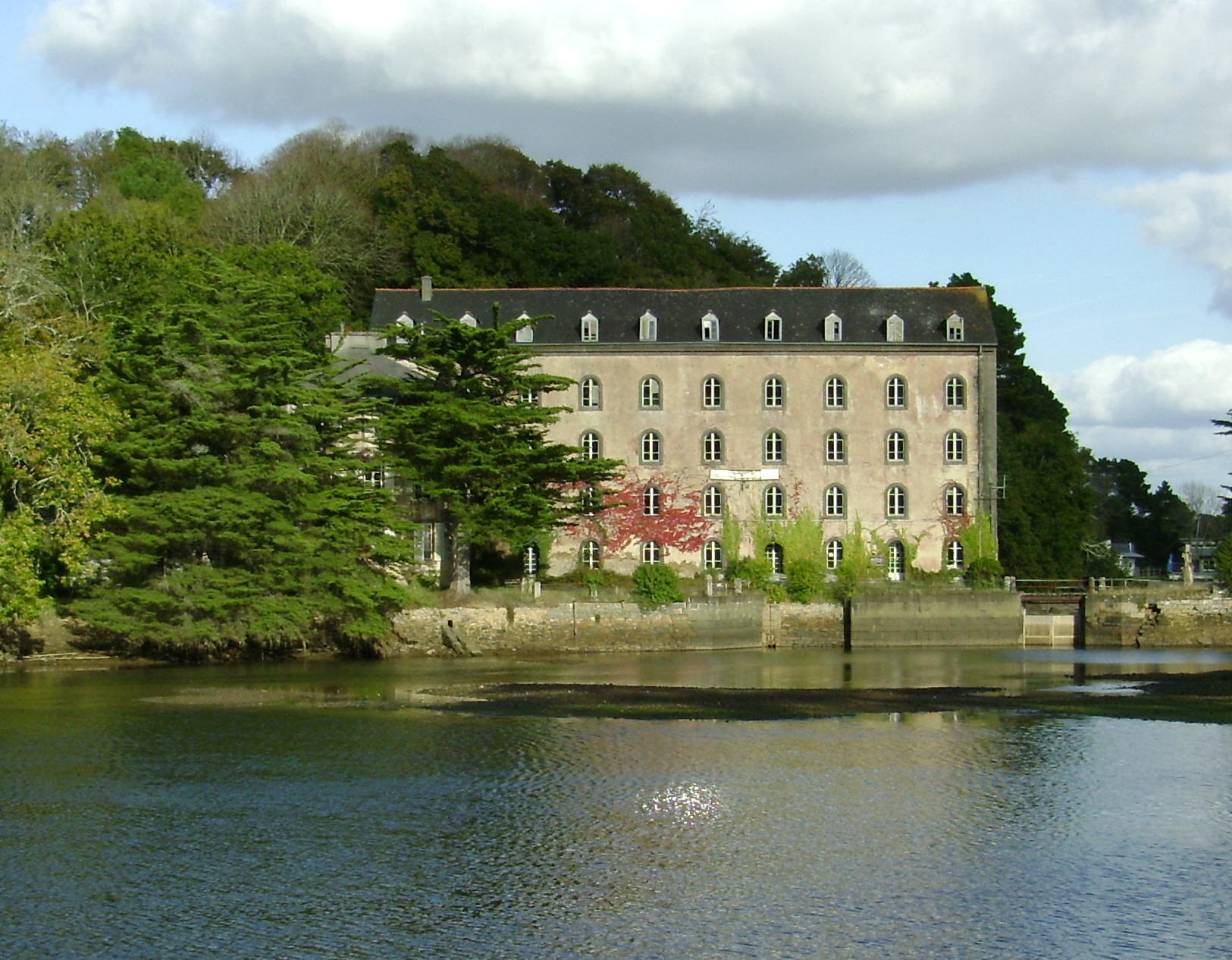
池に面したムーラン・メール